# Asano Naganao
Asano Naganao est un nom japonais traditionnel ; le nom de famille (ou le nom d'école), Asano, précède donc le prénom (ou le nom d'artiste).
Asano Naganao (浅野 長直, 1610-15 septembre 1672) est un daimyo de l'époque d'Edo à la tête du domaine d'Akō. Il est considéré comme un tozama daimyo et, sous sa gouvernance, le revenu d'Akō s'élève à 53 000 koku. Naganao est chargé de la construction du château d'Akō.

## Source de la traduction
- (en) Cet article est partiellement ou en totalité issu de l’article de Wikipédia en anglais intitulé « Asano Naganao » (voir la liste des auteurs).